# Müller Lajos (könyvkiadó)
Müller Lajos (Arad, 1902. augusztus 15. – Budapest, Erzsébetváros, 1967. április 4.) könyvkiadó, nyomdász, szerkesztő.

## Élete
Müller Izrael és Schulzinger Hermina gyermekeként született. Az első világháború után tagja lett a nyomdász szakszervezetnek. Az 1920-as években különböző nyomdákban dolgozott. 1929. március 15-én részt vett a Petőfi téren tartott tüntetésen, s ekkor mint hontalant, Bécsbe toloncolták. Ott bekapcsolódott a kommunista szervezkedésbe; a Die Rothe Fahne és az Új Szó című lapoknál dolgozott. A következő évben illegálisan visszatért Magyarországra és kapcsolatba került a kommunista párttal és a 100% című folyóirattal. 1931-ben megsértette az MSZDP pártfegyelmét azáltal, hogy részt vett egy baloldali tüntetésen, amelynek következtében megfosztották állásától és kizárták a szakszervezetből. Ezt követően szervezett nyomdában nem dolgozhatott, így kisebb nyomdákat bérelt, vagy kommunista és szimpatizáns nyomdatulajdonosokkal működött együtt. Ugyanebben az évben az Igazán a gólya hozza-e a gyermeket? című könyv kiadásáért – amelyet Max Hodan berlini orvos írt – az ügyészség eljárást indított ellene szemérem elleni vétség vádjával. A büntetőtörvényszék végül felmentette.
Szintén ebben az évben indította útjára Sándor Pállal közösen az Új Európa Könyvtár című könyvsorozatot. A sorozat első kötetei között volt József Attila Döntsd a tőkét, ne siránkozz című műve is, amelynek kiadásáért a költővel együtt bíróság elé került. Az ügyészség a költő forradalmi hangvételű Szocialisták című versét izgatás bűntettének tüntette fel, Villon versfordításait pedig szeméremsértőnek találta. A kötet valamennyi példányát megsemmisítésre ítélték, de Müllernek sikerült pár száz kötetet megmentenie. A költővel a későbbiekben is együttműködött és kinyomtatta a Valóság című irodalmi folyóiratát, amelyet azonban a rendőrség az első szám megjelenése után elkobzott. 1931 júniusában, a képviselőválasztások idején „Munkások, elvtársak” címmel röpiratokat nyomtatott és terjesztett, amiért az év októberében a sajtó útján elkövetett izgatás vádjával eljárást indítottak ellene. Első fokon hat hónapnyi börtönbüntetést kapott, melyet később két hónapra mérsékeltek.
1934-ben új irodalmi és kulturális folyóiratot indított Szabad Írás címmel, amelynek első száma februárban, a második májusban jelent meg. További lapszámokat azonban anyagi nehézségek és a rendőri nyomás miatt nem adott ki. A lapban megjelent írásokért nem tudott fizetni a szerzőknek. Az oldalakat Müller maga szedte és ő végezte a többi nyomdai munkát is, míg a nyomdahasználat díját ledolgozta a nyomda tulajdonosának. A két lapszámban a munkásmozgalommal kapcsolatot tartó vagy a mozgalomban aktívan résztvevő hazai és külföldi írók művei jelentek meg, akik közül többen álnéven írtak. Az ügyészség a második számot lefoglalta és elkoboztatta, majd vádat emeltek a lap szerkesztője és kiadója, illetve az egyik írója, Darvas József ellen. Müller ellen ,,az állam és társadalom törvényes rendjének erőszakos felforgatására irányuló vétség" címén emeltek vádat, mivel az általa közölt, a Szovjetunióról szóló cikk „a szovjet állapotok kimagasló fejlődésének s bevált módszerének a propagálása, amely a polgári társadalom átalakítását erőszakos módon célozza". Végül csak az írót találták bűnösnek a Szakadék című elbeszélése miatt, míg Müller elkerülte a büntetést. Számos esetben kapott pénzbírságot és börtönbüntetést. 1942-ben illegalitásba vonult és hamis papírokkal segítette az üldözötteket, amíg el nem fogták. A háború végét a Pest vidéki fegyházban töltötte.
A második világháború után számos verseskötetet jelentetett meg (József Attila, Illyés Gyula, Radnóti Miklós, Zelk Zoltán), az Új Európa Könyvtár Tudományos kiadványait, az Európa-regényeket. Halálát agyalapi verőér elzáródás okozta.
Első felesége Steiner Lenke volt, akivel 1925. február 8-án kötött házasságot. 1931-ben elváltak. Ezután Pfeifer Margit volt az élettársa. 1936. április 23-án Budapesten, az Erzsébetvárosban egybekelt Dreilinger Chaim és Fingerhut Rifke lányával, Etelkával, akitől 1946-ban elvált. Harmadik házastársa Groszfeld Magdolna volt, akit 1947-ben Budapesten vett nőül.
A Farkasréti temetőben tartott búcsúztatásán az írók nevében Hollós Korvin Lajos, a régi barátok nevében Laczkó Gyula búcsúzott az elhunyttól.